# Apparitions mariales de Kibeho
Les apparitions mariales de Kibeho désignent les apparitions de la Vierge Marie survenues à Kibeho, un petit village du sud du Rwanda, du 28 novembre 1981 au 28 novembre 1989. La Mère de Jésus serait apparue à trois jeunes filles durant plusieurs années. Ces apparitions, dont le message porte sur la prière et sur une guerre prochaine (génocide des Tutsi au Rwanda), ont d'abord été l'objet de méfiance de la part de l'entourage des voyantes.
En plus des trois premières jeunes filles (Alphonsine, Nathalie et Marie-Claire), qui seront reconnues par l’Église catholique, plusieurs autres « présumés voyants » se déclarent. Les autorités catholiques, très réservées au départ, ouvrent une commission d'enquête canonique sur ces événements et sur les présumés voyants. Seuls trois voyants seront finalement reconnus officiellement, et uniquement pour les « apparitions ayant eu lieu en public ».
En 1988, l'évêque de Butare, autorise le culte public de Notre-Dame de Kibeho, dénomination de la Vierge Marie telle qu'elle serait apparue dans cette ville. Une chapelle est mise en construction en 1992. La ville devient un important site de pèlerinage national et international.
Le génocide des Tutsi au Rwanda en 1994 n'épargne pas la ville des apparitions, et dix mille personnes sont tuées dans l'église paroissiale de la ville. Une fois la paix revenue, et après une période de tension entre l’État et l’Église sur la redéfinition de la fonction de ce lieu chargé d'histoire, un accord est trouvé entre les deux parties. L'église est restaurée et elle devient un lieu de mémoire des massacres et de culte religieux.
Le 29 juin 2001, Augustin Misago, évêque du lieu, prononce au cours d'une grande messe concélébrée à la cathédrale de Gikongoro, et en présence du nonce apostolique au Rwanda ainsi que de nombreuses personnalités religieuses et de fidèles, le décret de reconnaissance officielle de ces apparitions, au nom de l'Église catholique. Cette reconnaissance officielle renforce le succès populaire de ce qui devient un grand centre de pèlerinage connu dans le monde entier.

## Historique

### Le contexte
Au cours des années 1980, le Rwanda est un pays réputé paisible et le plus christianisé d'Afrique. Un ouvrage rédigé en 1985 décrit la vie « harmonieuse » du pays des mille collines comme « Un vaste jardin verdoyant parsemé de paroisses campagnardes, havres de paix, d'équilibre et de sérénité ». Mais des tensions existent de longue date entre les deux ethnies composant le pays : les Hutus et les Tutsis.
Un racisme s’est développé depuis longtemps dans la société rwandaise, et des luttes de pouvoir complexes au sein du gouvernement entraînent une propagande qui « inspire la violence ». Le premier président hutu du Rwanda indépendant, avait organisé les premiers pogroms dès la fin de la décolonisation. Le calme précaire qui règne sur le pays, lors des premières apparitions, dissimule mal la mémoire de ces massacres passés qui sont restés impunis. Dans le pays, « l'exclusion des Tutsis (minoritaires), se faisait alors au quotidien, dans le silence », .
Les apparitions vont se dérouler dans un collège d'étudiants tenu par des sœurs de la congrégation religieuse des Benebikira à Kibeho. Bien que le collège soit tenu par trois religieuses, aidées de quelques laïcs, l'ambiance générale est peu religieuse : il n'y a même pas de chapelle dans l'établissement. Le collège héberge à cette date cent vingt filles internes, réparties en trois classes qui les préparent à devenir secrétaires d'entreprise ou institutrices du primaire. Les voyantes ont de 16 à 21 ans au début des événements.

### Premières apparitions à Alphonsine
Dans la journée du 28 novembre 1981, une jeune élève du collège de Kibeho, Alphonsine Mumureke, déclare voir « une dame » d'une beauté incomparable qui se serait présentée à elle comme la « Mère du Verbe ». Elle l'identifie aussitôt comme la Vierge Marie. Le phénomène va se reproduire à de nombreuses reprises, que ce soit en privé ou en public. La Dame lui aurait demandé de prier avec sincérité et l'aurait invité à pousser ses compagnes à se convertir et à redoubler de foi,,. L'apparition est décrite comme « une belle femme - ni blanche ni noire - flottant au-dessus du sol dans une robe fluide sans couture, avec un voile qui couvrait ses cheveux. Elle ne portait pas de chaussures »,.
Les premières réactions ne se font pas attendre. Elles sont pour la plupart méfiantes, notamment de la part des professeurs du collège et des autres élèves. On dit d'Alphonsine qu'elle est « folle ou même en proie à de mauvais esprits, à de la sorcellerie ». On cherche alors des preuves pour démontrer que tout cela n'est qu'une supercherie. Au moment des extases, élèves comme professeurs ont le droit de procéder à tous types de tests sur Alphonsine pour la mettre à l'épreuve et ainsi vérifier si elle est vraiment dans un état extatique,,.
Comme on considère Alphonsine comme une hystérique ou une possédée, nombreux sont ceux qui envisageraient de prendre plus au sérieux ces « apparitions » si la Dame apparaissait également à d'autres élèves. Alphonsine aurait donc prié la Dame de se manifester à d'autres personnes pour que tout le monde croie en sa parole,.

### Apparitions à d'autres jeunes filles
Rapidement, deux autres élèves du collège assurent avoir vu la Dame. Il s'agit de Nathalie Mukamazimpaka, à partir du 12 janvier 1982, et de Marie-Claire Mukangango à partir du 2 mars 1982. L'opinion publique change progressivement. Nathalie étant une jeune fille studieuse, discrète et pieuse, la population estime qu'elle n'est pas folle et ne ferait certainement pas l'objet de possession. Quant à Marie-Claire, c'est elle qui critiquait Alphonsine et qui « montait les autres élèves contre la voyante ». Marie-Claire faisait également courir des rumeurs de possession et de sorcellerie (sur la présumée voyante). Son changement d'attitude et le fait qu'elle aussi déclare voir la Dame, consternent les professeurs et amènent les élèves du collège à porter de plus en plus de crédits aux affirmations de la voyante,,.
Le 6 mars 1982, selon Marie-Claire Mukangango, la Vierge Marie lui aurait enseigné le chapelet des sept Douleurs, comme elle lui aurait promis 3 jours auparavant. Ce jour-là, Marie aurait dit qu'elle désirait qu'il soit remis à l'honneur et aurait donné à Marie-Claire la mission de le propager dans le monde entier,,. Le 31 mai 1982, toujours selon Marie-Claire, la Vierge aurait promis du chapelet des sept Douleurs que s'il était récité en le méditant, il donnerait « la force de se repentir » et elle lui aurait expliqué des grâces liées à ce dernier,.
Même si les critiques et la méfiance restent vives, un groupe d'élèves et de professeurs assistent à des réunions avec les présumées voyantes où l'on récite le chapelet. Bientôt, la nouvelle se répand en dehors du collège et du village. On vient de la région entière pour voir les présumées voyantes mais surtout assister aux apparitions publiques. Les 31 mai et 15 août 1982, on compte environ dix mille personnes venues assister aux présumées apparitions,.
Les premières apparitions publiques se font dans la cour de l'école, sur la « place des apparitions ». Des foules de plus en plus nombreuses vont s'y rassembler. Pour éviter les bousculades dans la foule, et permettre à tous les pèlerins de suivre l'événement, l'Office Rwandais d’information installe de grands haut-parleurs pour « que tout le monde puisse suivre sans problème la "conversation" engagée entre les voyantes et le personnage invisible ». Un podium est même construit par des bénévoles, avec le concours de l'évêque, afin que tout le monde puisse voir les voyantes. Ce podium entre en service le 15 août 1982.

### L'annonce des massacres
Durant l'apparition du 25 juin 1982, la Vierge  annonce à Alphonsine qu’elle reviendrait le 15 août. Compte tenu de cette annonce anticipée de sa venue le jour de sa fête de l’Assomption, beaucoup de personnes pensent qu'il va y avoir un « miracle ». Et donc des foules nombreuses, venant de tout le pays et des pays voisins, se rendent sur le site des apparitions.
Le 15 août 1982, les voyants décrivent la Vierge en pleurs, la Vierge pleurant sur les malheurs de son peuple. Devant plus de dix mille personnes, les trois voyantes Alphonsine, Nathalie et Marie-Claire, ont soudain des visions effrayantes : les jeunes filles se mettent à pleurer, claquer des dents et trembler. La Vierge, disent-elles, leur montre « des têtes décapitées », « un fleuve de sang », « des gens qui s'entretuent », des cadavres abandonnés sans que personne vienne les enterrer,. Ces malheurs sont la conséquence, d'après les voyantes, du manque de foi et de l'hypocrisie des croyants. La foule en garde une impression de peur, de panique et de tristesse,,,.
L'apparition, qui dure près de huit heures, n'est pas visible par tous les enfants en même temps. Chacune des filles a des apparitions individuelles, pendant que les deux autres prient et chantent des cantiques à la Vierge. La fin de l'extase de chacune des enfants est  marquée par une lourde chute de leur corps sur la tribune où elles ont été installées.

### Autres apparitions
Le 15 août 1983 puis à nouveau le 28 novembre de la même année, « la Vierge demande à Alphonsine qu'une chapelle soit construite en son honneur ».
Lors des différentes apparitions, les visions sont parfois accompagnées de « voyages mystiques ». Alphonsine comme Nathalie ont affirmé avoir voyagé avec la Vierge dans d'autres mondes dans des lieux similaires au purgatoire, à l'enfer ou au paradis. Ces « voyages mystiques » qui duraient de longues heures ont été suivis de près par une commission de médecins.
Après décembre 1983, les apparitions se poursuivent, mais pour l’Église catholique, seules les apparitions à Alphonsine Mumureke sont reconnues. Les deux autres voyantes (reconnues par l’Église) n'ont plus d'apparitions à partir de cette date. Les apparitions de Kibeho vont continuer jusqu'au 28 novembre 1989, date à laquelle Alphonsine déclarera vivre sa dernière apparition publique. Cette date de novembre 1989 est la date retenue par l’Église catholique comme étant la fin des phénomènes mystiques à Kibeho.
Autres voyants
À partir de 1982, d'autres jeunes gens ont affirmé avoir des apparitions similaires aux trois jeunes filles mais elles n'ont pas été prises en compte par les autorités ecclésiastiques. Parmi ces personnes, il y a Valentine Nyiramukiza qui déclare avoir vu la Vierge pour la première fois le 15 mai 1982, et que par la suite, dans d'autres visions, elle aurait vu « les prémices du génocide au Rwanda ». Autre visionnaire : le jeune Segatashya, non chrétien, qui rapporte avoir vu le Christ du 2 juillet 1982 au 2 juillet de l'année suivante. Dans ces visions, il aurait reçu « une mission d'évangélisation »,. Les autorités catholiques locales rapportent que le 28 novembre 1982 (soit un an après la première apparition), le nombre des présumés voyants s’élevait à quatorze, et qu'un an plus tard ils étaient déjà trente-trois à se déclarer favorisés d'apparitions célestes.
Apparition durant les massacres
Le 15 mai 1994, alors que le génocide rwandais a déjà débuté, devant l'église du village en ruines et remplie de cadavres, Valentine déclare voir une apparition de la Vierge. La radio est là et retransmet ses paroles en direct. Ses paroles sont interprétées comme « un soutien et un encouragement aux génocidaires ». Si la présumée voyante se désole de ces interprétation, elle se retrouve accusée par les Hutus d'avoir annoncé une victoire totale qui n'est pas venue, et par les Tutsis d'avoir encouragé les tueries. Elle devra à son tour quitter le pays.

## Suites et conséquences de l'apparition

### Génocide des Tutsi au Rwanda

#### Les annonces
Le 15 août 1982, les trois voyantes déclarent voir des visions effroyables : « un fleuve de sang, des personnes qui s’entretuent, des cadavres abandonnés sans sépulture, [...] des têtes décapitées »,. La Vierge en pleurs aurait demandé aux voyantes de prier pour éviter que ce malheur n'arrive,. Ces visions qui vont revenir dans différentes apparitions, sont, pour l'Église catholique, des annonces prophétiques du génocide des Tutsis au Rwanda en 1994. À Kibeho même, onze mille personnes vont être massacrées, pour la plupart dans l'église paroissiale.
Dix ans plus tard (en 1992), certains extrémistes déclareront à leur tour avoir des « visions prophétiques » : annonçant les futurs massacres. Comme le général Théoneste Bagosora, chef d'orchestre des massacres de 1994. Ou encore comme le journal Kangura, violemment anti-Tutsi, et qui un mois avant l'attentat titrait « Habyarimana mourra en mars ». Le président mourra finalement en avril.

#### Le génocide
En 1994, le président rwandais, Juvénal Habyarimana, qui fait partie du clan hutu, négocie avec l'opposition et les rebelles tutsis du Front patriotique rwandais (FPR) leur réintégration dans la vie politique du pays. Son gouvernement est mis sous la pression de la communauté internationale pour qu'il réintègre ces populations exilées à la suite de pogroms successifs des gouvernements hutus. Pour cela il s'est rendu à Dar es Salam en Tanzanie. Mais le 6 avril 1994 de retour d'une séance de négociation, son avion présidentiel est abattu par « un mystérieux tir de missiles ». En quelques heures « les extrémistes hutus s'emparent du pouvoir » et accusent l'opposition armée du FPR d'être les auteurs du tir de missile. Ils assassinent tous les ténors de l'opposition hutue et déclenchent le génocide contre les Tutsis présents dans le pays, et qui sont « collectivement accusés d'être complices du FPR ». C'est le début d'un immense génocide qui va durer d'avril à juillet 1994 : les massacres feront plus de 800 000 victimes en trois mois et près d'un million de tués durant tout le génocide. À noter que dans le pays, plusieurs membres du clergé ont également été tués (on compte même trois évêques parmi les victimes).

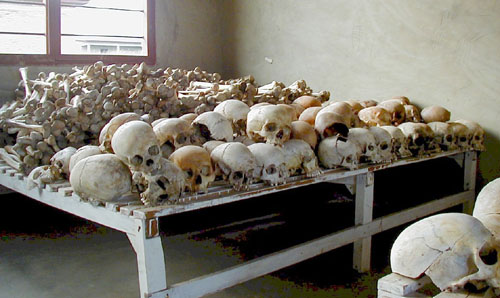
Ossements de victimes du génocide des Tutsi au Rwanda.

Les extrémistes appellent la population à « venger le Président » tué dans son avion. Ils sont relayés par les autorités locales et « la Radio des Mille Collines » qui répètent les appels à la haine et au meurtre. Plus aucune autorité religieuse n'ose élever la voix pour stopper cette folie meurtrière. Les lieux de culte, qui ont toujours servi de refuge pour les Tutsis pourchassés, ne sont plus respectés en 1994. Même les civils réfugiés dans les églises sont tués. Le 14 avril, des miliciens et des gendarmes encerclent l’église de Kibeho où s’entassent plus de dix mille réfugiés Tutsis. Ils font brûler l’édifice et exécutent tous ceux qui tentent de fuir l'édifice en flamme.
Après le début du génocide, les troupes rebelles du FPR entrent dans le pays et prennent le pouvoir en juillet 1994, mettant fin aux massacres. Les troupes tutsies ayant pris le pouvoir, c'est au tour des populations civiles hutues de rejoindre des camps de réfugiés. La situation sécuritaire ayant été stabilisée, les militaires du FPR entreprennent de démanteler les camps de réfugiés hutus. Si ces démantèlements se passent relativement bien dans l'ensemble, le 22 avril 1995, l'évacuation du camp installé dans la ville de Kibeho, sur « l'esplanade des apparitions » va tourner au carnage et fera près de  quatre mille nouvelles victimes. D'après l'historien Jean-Pierre Chrétien, ce camp comptait de « nombreux miliciens hutus qui avaient participé aux tueries et qui refusaient le démantèlement de leur dernier refuge. C'est d'ailleurs le seul camp de réfugiés dont l'évacuation a tourné au drame ». Mais les troupes armées du FPR ne sont pas exemptes de responsabilités non plus, selon cet historien.

#### Interprétation de l’Église
En 1995, Augustin Misago rappelle la stupeur générée par le récit des voyantes en 1982 : « Maintenant nous pouvons dire qu’il y a eu une prédiction du drame rwandais, mais je me souviens que le 15 août 1982, à la fête de l’Assomption, les voyantes au lieu de voir la Vierge pleine de joie, ont été témoins de terribles visions, effrayantes, de cadavres d’où jaillissaient d’abondants flots de sang, laissés sans sépultures sur les collines. Personne ne savait ce que signifiaient ces terribles images. Maintenant on peut relire les événements et penser qu’elles pouvaient être une vision de ce qui est arrivé au Rwanda mais aussi dans la région des Grands Lacs où le sang coule, au Burundi, en Ouganda, et dans la République démocratique du Congo ».
Dans son ouvrage, Yves Chiron souligne que la question de « l'échec de l'évangélisation du Rwanda » (à la vue des massacres de 1994) pose question. Thaddée Nsengiyma lui-même constatait, durant le génocide : « Le message d'évangélisation, tout est à recommencer, autrement. Car les meilleurs catéchistes, ceux qui remplissaient le dimanche nos églises, ont été les premiers à sortir machettes à la main ». Toujours selon Yves Chiron, la commission canonique devrait s'interroger et essayer de répondre à la question « les massacres sont-ils une contre-preuve pour les apparitions de Kibeho ou les massacres ont-il eu lieu parce que la Vierge n'a pas été suivie dans ses conseils et appels ? ».

#### Conflit autour de l'église de Kibeho
Une fois la paix civile revenue, le gouvernement du pays a voulu installer des lieux de mémoire du génocide. Plusieurs églises et lieux de culte ayant été l'objet de terribles massacres, le gouvernement a voulu transformer ces lieux de culte en lieu de mémoire pour les générations futures. Un conflit d'usage est donc né entre l’Église catholique, propriétaire des lieux, qui souhaitait maintenir l'usage cultuel de ces lieux, et les autorités gouvernementale qui souhaitaient désacraliser le lieu pour en faire un lieu de mémoire publique.
En 1996, une commission mixte fut instituée entre l’Église catholique et l’État rwandais. Cette commission était chargée de trouver un accord convenant aux deux parties. Si l’Église catholique rwandaise était prête à certaines concessions, le Vatican s'est opposé à la désacralisation de lieux de culte. Finalement, seules les églises de Nyamata et Ntarama furent désacralisées et transformées en lieux de mémoire. Le point de discorde le plus important fut celui du site de Kibeho. Le gouvernement rwandais et certaines associations de rescapés, demandaient la transformation de l’église paroissiale de Kibeho en mémorial, ce qui fut refusé par l’évêché et la conférence épiscopale du Rwanda. Le différend tourna à l'affrontement : le 7 avril 1999 au cours de la commémoration nationale du génocide, le président Pasteur Bizimungu accusa publiquement Misago, évêque de Gikongoro, d’avoir participé au génocide. Et une semaine suivante l'évêque était arrêté. Le Vatican, en réaction, critiqua durement le gouvernement rwandais. Le procès public de Misago se termina par son acquittement le 15 juin 2000. Un compromis fut trouvé en 2003 pour l’église de Kibeho, transformée en un « lieu de mémoire hybride » : si l'église restait un lieu de culte catholique, un mémorial contenant des restes humains fut installé dans une pièce au sein de l’église, permettant ainsi la mise en place d'une fonction mémorielle.

### Enquête canonique
Le 1er janvier 1988, l'archevêque de Kigali consacre le Rwanda à la Vierge et confie au père Augustin Misago le soin de constituer une commission d'enquête pour étudier les apparitions de Kibeho. Deux commissions sont créées : une théologique et une médicale, avec des membres venus d’autres pays. Cette dernière tente d'expliquer les phénomènes mystiques observés,.
Le docteur Fidèle Sibomana, qui participe à la commission médicale, raconte : « Pendant leurs extases, on les piquait avec des aiguilles, mais elles ne réagissaient pas à la douleur. L'une d'elles a jeûné pendant quinze jours sans subir aucune séquelle. Un psychiatre les a interrogées sans déceler de troubles particuliers. Ce n'étaient même pas des filles très pieuses au départ ». Après enquête, les deux commissions donnent un avis positif,.
La commission réalise un travail considérable de collecte et compilation de document qu'Yves Chiron estime à plus de dix mille pages.

### Reconnaissance

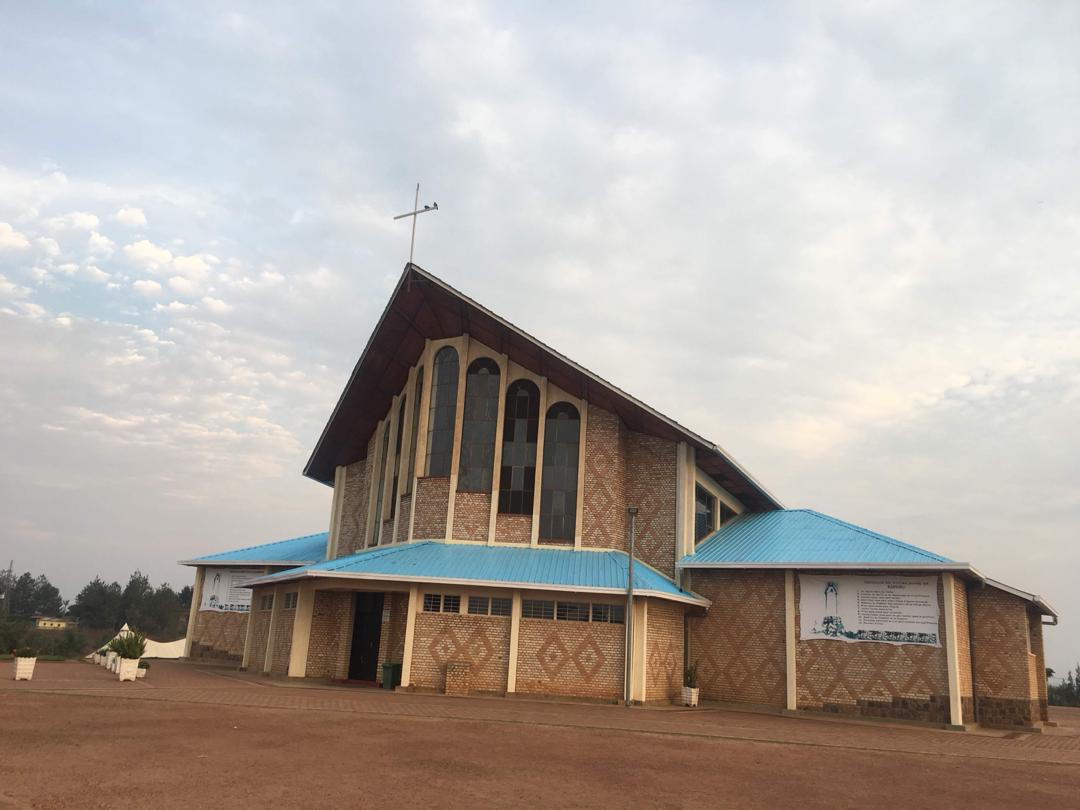
L'église des apparitions, dans le sanctuaire.

Le 15 août 1988, Jean-Baptiste Gahamanyi, évêque de Butare, autorise le culte public de Notre-Dame de Kibeho. La construction d'une chapelle est décidée. La première pierre est posée le 28 novembre 1992. Après les massacres lors du génocide, l'église est restaurée, l'évêque installe un chapelain en août 1996.
Les apparitions ont été reconnues officiellement le 29 juin 2001 par Misago, évêque du lieu,,. Avant de prononcer la reconnaissance officielle des apparitions, l'évêque a « pris soin de délibérer avec ses commissions d’étude, de consulter le Saint-Siège et la Conférence des Évêques du Rwanda »,. Cette reconnaissance officielle des apparitions est la première du continent africain,.
Cette reconnaissance porte (seulement) sur les apparitions ayant eu lieu du 28 novembre 1981 au 28 novembre 1989 aux trois voyantes Alphonsine, Nathalie et Marie-Claire,. Et pour ces trois personnes, l'évêque a précisé que la reconnaissance de l’Église ne se portait que sur les apparitions ayant eu lieu en public et « les seules auxquelles la commission d'enquête pouvait assister ou dont elles pouvaient trouver des témoins variés »,.
Le décret de reconnaissance a été promulgué au cours de la messe solennelle du 29 juin 2001, concélébrée à la cathédrale de Gikongoro en présence du nonce apostolique au Rwanda, de tous les membres de la Conférence Épiscopale du Rwanda, de nombreux prêtres des différents diocèses du pays, de religieux et religieuses, et de fidèles laïcs venus de tous le pays.

### Les voyantes
Les voyants « autoproclamés » sont nombreux, plusieurs dizaines. Seuls trois ont été reconnus par l’Église catholique après enquête canonique. Mais leur situation contemporaine (en 2021) est confuse d'après différentes sources qui ne sont pas très claires,. Certaines sources indiquent que deux ou « plusieurs voyantes » sont mortes durant le génocide, sans préciser de nom.
Voyantes reconnues
- Alphonsine Mumureke (née le 21 mars 1965 à Cyizihira), est âgée de 16 ans lors de la première apparition[4]. Après les apparitions, elle termine ses études en 1989. Elle souhaite entrer en religion, mais se voit bloquée du fait de la non-reconnaissance (à cette date) des apparitions par l’Église. Elle travaille alors au Service Diocésain de l’Enseignement Catholique[3]. Elle parvient à fuir le génocide avec l'aide de familles amies, et quitte le pays et rejoint la Côte d'Ivoire. Elle reprend ses études puis entre au monastère Sainte-Claire d’Abidjan. En 2006, elle fait sa profession religieuse temporaire chez les sœurs clarisses sous le nom de « Alphonsine de la Croix Glorieuse »[18].

- Nathalie Mukamazimpaka (née en 1964 à Munini), est âgée en 1982 de 17 ans[4]. La dernière apparitions dont elle se dit favorisée, a eu lieu le 3 décembre 1983. La jeune fille reste ensuite dans la ville de Kibeho. Elle assiste aux massacres dans la ville, et en réchappe. Elle fuit la ville et se cache un temps dans un monastère près de Bukavu[3]. En 1996, elle revient s'installer dans la ville de Kibeho où elle participe aux activités du sanctuaire et à l'accueil des pèlerins[18].

- Marie-Claire Mukangango (1961-1994), est la plus âgée, elle a 21 ans lors du début des événements[4]. La dernière apparitions dont elle se dit favorisée, a eu lieu le 15 septembre 1982. En 1983, elle termine ses études secondaires et commence à travailler comme enseignante dans le primaire[3]. Elle se marie en 1987. Avec son mari, elle s'installe à Kigali. C'est là qu'ils sont tués, lors du génocide, dans des circonstances et à une date qui n'ont pas été établies avec précision[18].

Autres voyants (non reconnus)
- Valentine Nyiramukiza : elle fuit le pays durant le génocide, traverse l'Afrique (Zaïre, Kenya puis le Togo) avant de venir se réfugier en Belgique où elle est toujours présente en 2010. La jeune fille se dit toujours favorisée de visions les 15 mai de chaque année (alors que les apparitions ont pris fin en 1989 pour les autres voyantes). Ces événements sont public et attirent une foule nombreuse qui vient prier et chanter avec la présumée voyante[1].

- Emmanuel Segatashya, non chrétien, qui rapporte avoir vu le Christ (lors des apparitions), connaît « de sérieux problèmes de santé mentale » après les apparitions, et jusqu’à sa mort en 1994[18],[N 4].

### Le sanctuaire marial de Kibeho

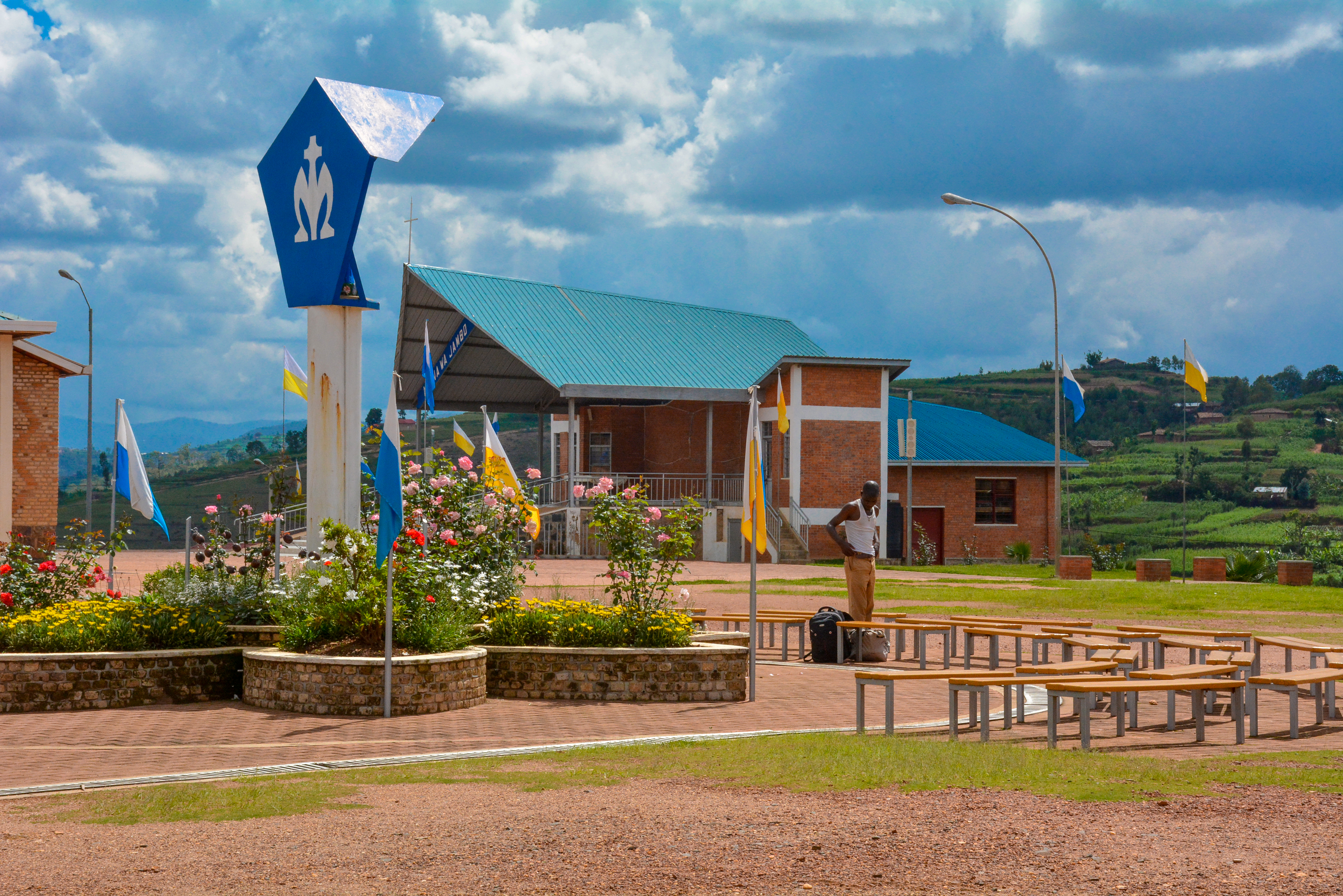
L'esplanade des apparitions dans le sanctuaire.

Après une enquête canonique diligentée par le diocèse, le culte à Notre-Dame de Kibeho est autorisé en 1988. Une première chapelle est mise en construction en 1992. Le site se développe rapidement pour répondre à l'afflux des pèlerins qui viennent même des pays voisins. Le génocide de 1994 et les violences qui suivent frappent durement la région. La paix retrouvée, le sanctuaire reprend son expansion. En 2003, le cardinal Crescenzio Sepe, vient inaugurer le sanctuaire appelant à la réconciliation des populations déchirées.
Face à la croissance des pèlerinages, une nouvelle église de grande capacité est mise en construction en 2020. Elle devrait être terminée en novembre 2021, et permettre d'accueillir dix mille personnes à l'intérieur, et dix fois plus sur l'esplanade extérieure. Le site accueille aujourd'hui plus de 500 000 pèlerins par an. Les autorités civiles espèrent une croissance des pèlerinages et du tourisme sur ce lieu grâce à la mise en service de ces nouvelles infrastructures,.

## Message spirituel
En recoupant les messages que la Dame aurait transmis à Alphonsine, Nathalie et Marie-Claire, d'après l’Église catholique, le message spirituel de Kibeho pourrait se résumer ainsi :
- Un appel à la conversion et à la sincérité de la prière[16], et même une « conversion sans hypocrisie »[14].
- La tristesse de la Vierge en regardant le monde (les voyantes témoignèrent de ses pleurs)[16]. Elle leur aurait confié que le monde court à sa perte sans la conversion (sincère) des cœurs[14].
- Souffrir pour le salut du monde[16],[3]. La Dame leur aurait dit : « Personne n'arrive au ciel sans souffrir »[7].
- La récitation régulière du rosaire et la remise à l'honneur du chapelet de Notre-Dame des Douleurs[6],[3] « dont l'apparition désire que la pratique croisse »[17],[N 13],[6] et que, si récité en le méditant, il donnerait « la force de se repentir »[11],[12].
- La construction d'une chapelle à Kibeho[17],[N 14].
- Prier pour l’Église.

Les messages transmis par les voyants « insistent sur la dégradation spirituelle et morale du pays, et soulignent, selon un mode prophétique, les dangers qui peuvent en résulter ». Et pour l'évêque de Gikongoro, « l’avertissement de la Vierge à Kibeho est encore valide et concerne l’humanité toute entière », pas seulement le Rwanda et une période passée de l'histoire. Misago ajoute « Il faut une conversion des cœurs pour obtenir une plus grande justice. Nous vivons dans une situation de déséquilibre mondial où les riches continuent à s’enrichir et les pauvres à s’appauvrir. C’est une situation honteuse que chacun devra évaluer selon sa conscience ».